# 北海道道676号七飯大野線
北海道道676号七飯大野線（ほっかいどうどう676ごう ななえおおのせん）は、北海道亀田郡七飯町と北斗市（旧大野町）を結ぶ一般道道（北海道道）である。

## 概要

### 路線データ
- 起点：北海道亀田郡七飯町本町3丁目（国道5号・北海道道264号七飯療養所線交点）
- 終点：北海道北斗市本郷（北海道道756号大野上磯線交点）
- 総延長：5.816 km
- 実延長：4.870 km
- 重用延長：0.946 km

## 歴史
- 1970年（昭和45年）3月31日 - 路線認定[1]。

## 路線状況

### 道路施設

#### 主な橋梁
- 久根別9号橋（57 m、久根別川、七飯町飯田町）
- 新川橋（10 m、新川水路、北斗市白川）

## 地理

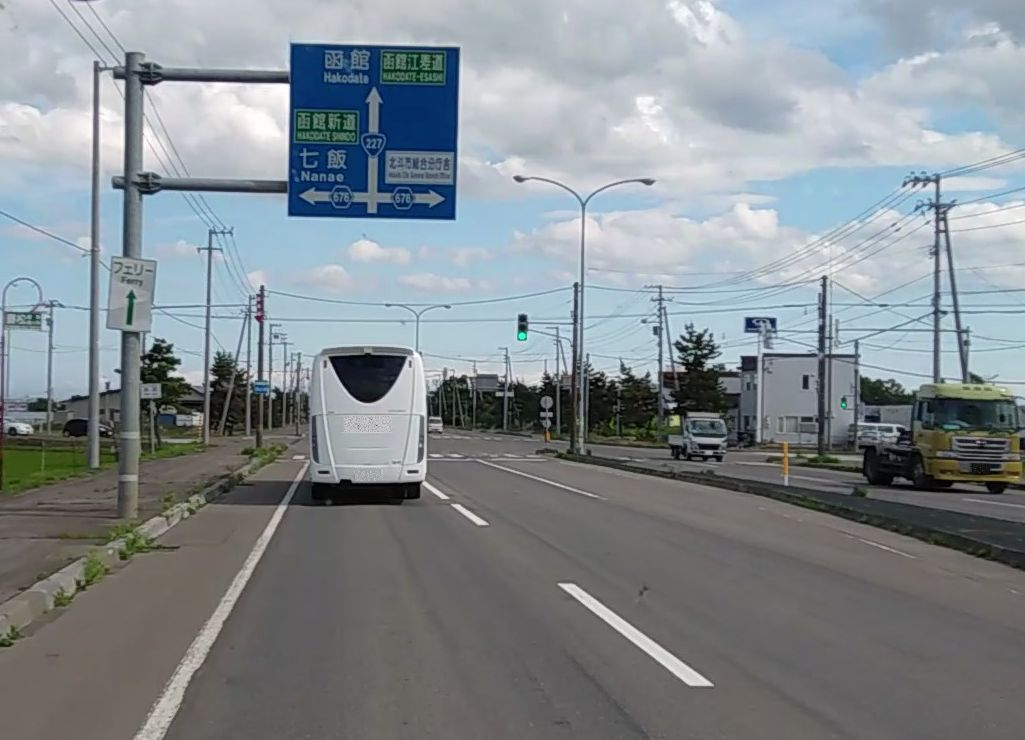
北海道道676号七飯大野線・国道227号交点（国道227号終点側から）

### 通過する自治体
- 渡島総合振興局
  - 亀田郡七飯町
  - 北斗市

### 交差する道路
七飯町
- 国道5号 - 本町3丁目（起点）
- 北海道道264号七飯療養所線 - 本町3丁目（起点）

北斗市
- 国道227号 - 本郷
- 北海道道756号大野上磯線 - 本郷（終点）